# Stanley Kauffmann
Stanley Kauffmann (24 de abril de 1916 - 9 de octubre de 2013) fue un escritor, editor y crítico de cine y teatro estadounidense.

## Carrera
Kauffmann comenzó con The New Republic en 1958 y contribuyó con la crítica de cine a esa revista durante los siguientes cincuenta y cinco años, hasta su publicación de su última revisión en 2013. Tenía un breve descanso en su permanencia en New Republic, cuando se desempeñó como crítico de cine del New York Times durante ocho meses en 1966.

## Libros de la crítica
- Regarding Film: Criticism and Comment. Baltimore: Johns Hopkins University Press (2001).
- Distinguishing Features: Film Criticism and Comment. Baltimore: Johns Hopkins University Press (1994).
- Field of View: Film Criticism and Comment. New York: Performing Arts Journal Publications (1986).
- Theater Criticisms. New York: Performing Arts Journal Publications (1986).
- Albums of Early Life. New Haven: Ticknor & Fields (1980).
- Before My Eyes: Film Criticism and Comment. New York: Harper & Row (1980).
- Persons of the Drama: Theater Criticism and Comment. New York: Harper & Row (1976).
- Living Images: Film Comment and Criticism. New York: Harper & Row (1975).
- American Film Criticism: From the Beginnings to "Citizen Kane"; Reviews of Significant Films at the Time They First Appeared [Editor, with Bruce Henstell]. New York: Liveright (1972).
- Figures of Light: Film Criticism and Comment. New York: Harper & Row (1971).
- A World on Film: Criticism and Comment. New York: Harper & Row (1966).